# قائمة الاختصارات القانونية
قائمة الاختصارات القانونية (List of legal abbreviations) من الممارسات الشائعة في المجال القانوني الإشارة في الوثائق القانونية إلى بعض مصطلحات المجال عن طريق استخدام اختصارات لعنوان كل مصدر. توجد مثل هذه الاستشهادات والاختصارات في قرارات المحاكم والقوانين واللوائح والمقالات الصحفية والكتب وغيرها من الوثائق.
فيما يلي قائمة أساسية بلا اختصارات الشائعة جدًا :

AGK

## رموز
- © : حقوق الطبع والنشر، وهذا يعني أن شخصًا ما يدعي ملكية نص أو كتاب أو موسيقى أو برنامج وما إلى ذلك.
- رمز علامة تجارية مسجلة : رمز علامة تجارية مسجلة (عادة ما تكون كلمة أو عبارة تحدد شركة أو منتج، على سبيل المثال كوكا كولا)

## 0-9
- 1A : التعديل الأول لدستور الولايات المتحدة الأمريكية
- 27A : التعديل السابع والعشرون لدستور الولايات المتحدة

## A
- .A : مراسل الأطلسي
- A.2d : مراسل الأطلسي الثاني
- ABA : رابطة المحامين الأمريكية
- ACC : رابطة مستشاري الشركات
- ad., ads., adsm. — ad sectam (Latin), at the suit of. Used in colonial and Federal Era American cases when the defendant is listed first; e.g., "John Doe v. Richard Roe" is labeled "Richard Roe ads. John Doe." The long script "S" of the period often makes this appear as "adj."
- adj. — see "ad." above.
- Ala. Admin. Code : قانون ولاية ألاباما (نص غير رسمي)
- Ala. Code : قانون ولاية ألاباما 1975 (نص غير رسمي)
- Alaska Admin. Code : قانون ألاسكا الإداري (نص غير رسمي)
- Alaska Stat. : قوانين ألاسكا (نص غير رسمي)
- All ER : جميع تقارير قانون انجلترا
- A.L.R. : تقارير القانون الأمريكي
- A.L.R.2d : تقارير القانون الأمريكي، السلسلة الثانية
- A.L.R.3d : تقارير القانون الأمريكي، السلسلة الثالثة
- A.L.R.4th : تقارير القانون الأمريكي، السلسلة الرابعة
- A.L.R.5th : تقارير القانون الأمريكي، السلسلة الخامسة
- A.L.R.6th : تقارير القانون الأمريكي، السلسلة السادسة
- .A.L.R. Fed : تقارير القانون الفدرالي الأمريكي
- .Am. Jur : التشريع الأمريكي
- Am. Jur. 2d. : التشريع الأمريكي، السلسلة الثانية
- Anor : آخر
- Ariz. Admin. Code — Arizona Administrative Code (unofficial text)
- Ariz. Admin. Reg. — Arizona Administrative Register (unofficial text)
- Ariz. Rev. Stat. — Arizona Revised Statutes (unofficial text)
- Ark. Code — Arkansas Code (unofficial text)
- Art - Article
- Asap- As soon as possible
- Atty - Attorney

## B
- B.A.P. — Bankruptcy Appellate Panel
- BFP — Bona fide purchaser
- BR or B/R — إفلاس (also the abbreviation for the United States bankruptcy courts reporter, West's Bankruptcy Reporter)

## C
- c. — Chapter
- cc. — Chapters
- CA — Class action
- CB — Casebook
- CBJ — California Bar journal
- CC — Commerce Clause
- CCH — Commerce Clearing House, a publisher of case law reporters owned by ولترز كلوير
- C-C — ادعاء مقابل
- CE — Collateral estoppel
- CD - Closing disclosure
- CL — قانون عام
- CNeg — Contributory negligence
- CA # — محكمة الاستئناف (Court of Appeals for the #th Circuit)
- CA Fed. — Court of Appeals for the Federal Circuit[1]
- Cx — دستور
- Cx-C — مطالبة المقابل
- Cxl — Constitutional
- Cal. Code — California Code (unofficial text?[2])
- Cal. Code Reg. — California Code of Regulations (see: CCR below)
- CCR — California Code of Regulations (official text?) (source: Thomson/West)
- CIF — دخول حيز التنفيذ
- C.F.R. — قانون اللوائح الفيدرالية
- CFR — Call for Response (At the US Supreme Court, if the other side has stated it will not respond to a petition for cert., any Justice may direct the Clerk to call for a response.)
- CJS — Corpus Juris Secundum
- Cong. Rec. — Congressional Record
- CRS - Congressional Research Service
- Ct. Cl. — the محكمة المطالبات الفيدرالية بالولايات المتحدة Reporter

## D
- ؤ (ألفبائية يونانية دلتا (حرف)) — متهم
- DAC — Days After Contract

## E
- ER — Employer
- EE — Employee
- et als. — Latin for "and others".

## F
- F. — Federal Reporter
- F.2d — Federal Reporter, 2nd Series
- F.3d — Federal Reporter, 3rd Series
- F.App'x — Federal Appendix
- F.Cas. — Federal Cases 1789–1880
- Fed. Reg. (sometimes FR) — السجل الفدرالي الأمريكي (see Federal Register for full text from 1994 to date)
- Fed. R. Bankr. P. — Federal Rules of Bankruptcy Procedure
- Fed. R. Civ. P. (sometimes FRCP) — Federal Rules of Civil Procedure
- Fed. R. Crim. P. — Federal Rules of Criminal Procedure
- Fed. R. Evid. (sometimes FRE) — Federal Rules of Evidence
- F. Supp. — Federal Supplement
- F. Supp. 2d — Federal Supplement, 2nd Series

## G
- GATT — جات
- GC — مستشار عام  [لغات أخرى]‏
- GVR — Grant, Vacate, and Remand
- NGO - Non Government Organization

## H
- HDC — Holder in due course

## I
- I.L.M. — International Legal Materials
- IRB — Internal Revenue Bulletin (from July 2003 to date)
- ILRM - Irish Law Reports Monthly
- IR - Irish Law Reports
- IRC — Internal Revenue Code
- ISLN — مارتنديل-هابل  [لغات أخرى]‏
- ILRM - Irish Law Reports Monthly

## J
- J — قاضي or Justice, according to jurisdiction
- JJ - Judges or Justices, plural
- JMOL — Judgment as a matter of law
- JNOV — Judgment notwithstanding verdict
- Jx - قضاء
- JU-disposed of by Judge

## K
- K — عقد (قانون)

## L
- L/C — الاعتماد المالي
- L.Ed - Lawyers' Edition
- L.Ed.2d - Lawyers 2nd Edition
- LLC — شركة محدودة المسؤولية
- LLP — شركة تضامنية محدودة المسؤولية

## M
- MIL — Motion in limine
- MOU — مذكرة تفاهم
- MPC — Model Penal Code
- MSJ - Motion for Summary Judgment

## N
- NDA — اتفاقية عدم إفصاح
- N.E. — North Eastern Reporter
- N.E.2d — North Eastern Reporter, 2nd Series
- No. - Number
- N.W. — North Western Reporter
- N.W.2d — North Western Reporter, 2nd Series

Opmv

## P
- علامة الفقرة  [لغات أخرى]‏ (علامة الفقرة  [لغات أخرى]‏)— فقرة (لغة)
- ذ (ألفبائية يونانية باي (حرف يوناني)) — مدعى
- P. — Pacific Reporter
- P.2d — Pacific Reporter, 2nd Series
- P.3d — Pacific Reporter, 3rd Series
- p. — Page
- pp. — Pages
- PL — Public Law
- Pub.L. — Public Law

## Q
- QDRO — Qualified Domestic Relations Order

## R
- R — Rex or عاهل
- R.E. or R/E — عقار
- Rev. Proc. — Revenue Procedure (published in IRB)
- Rev. Rul. — Revenue Ruling (published in IRB)
- R J - Recurring Judgement. (published in All In Reports)
- R.I.A.A. - Reports of International Arbitral Awards

## S
- s. or § — Section
- sd — said
- ss. or §§ — Sections
- S.C.R. (or SCR) — Supreme Court Reports (المحكمة العليا الكندية)
- S. Ct. — Supreme Court Reporter (المحكمة العليا للولايات المتحدة)
- S.E. — South Eastern Reporter
- S.E.2d — South Eastern Reporter, 2nd Series
- SCOTUS - Supreme Court of the United States (المحكمة العليا للولايات المتحدة)
- SI — نظام أساسي صك قانوني
- S/J — Summary judgment
- SMJ — Subject-matter jurisdiction
- So. — Southern Reporter
- So. 2d — Southern Reporter, 2nd Series
- SOL — التقادم المسقط
- SOR — Statutory Orders and Regulations
- Stat. — النظام الأساسي العام للولايات المتحدة (See United States Code)
- S.W. — South Western Reporter
- S.W.2d — South Western Reporter, 2nd Series
- S.W.3d — South Western Reporter, 3rd Series

## T
- T.C. : محكمة الضرائب الأمريكية
- T.D. : قرار الخزانة
- ™ or TM : اختصار علامة تجارية (مثل كلمة أو عبارة تحدد شركة أو منتج)

## U
- UCC : القانون التجاري الموحد
- UCMJ : القانون الموحد للعدالة العسكرية (قوانين الجيش الأمريكي)
- UPC : قانون الوصية الموحد
- U.S. : تقارير الولايات المتحدة (1991) (تبدأ بـ v. 502)
- USC : قانون الولايات المتحدة[3] (يتوفر موقع مجاني للنص الكامل. تتم صيانة النص من قِبل حكومة الولايات المتحدة، ويجب التحقق قبلا من وجود مراجعات أو تعديلات بعد تاريخ السريان.)
- USCA — United States Code Annotated
- USCCAN : اختصار رمز كونجرس الولايات المتحدة وأخباره الإدارية
- USCS : اختصار رمز خدمة الولايات المتحدة
- UST : اختصار معاهدات الولايات المتحدة والاتفاقات الدولية الأخرى (أنظر سلسلة المعاهدات).

## V
- .V : يعني (مقابل.) اختصار يستخدم عندما يتم إدراج المدعي أولاً في عنوان الحالة. (جون دوي مقابل ريتشارد روي) هناك أيضا "ad." و "vs." يستخدمان في مجالات أخرى في معظم الكتابات العلمية، في حين أن الرمز ".V" وحده الذي يستخدم في الكتابة القانونية.

## W
- WTO : رمز منظمة التجارة العالمية
- W. Va. Code — رمز قانون ولاية فرجينيا الغربية (نص غير رسمي)

## X
- XN : فحص رئيسي
- XXN : استجواب